# Иваненко, Оксана Дмитриевна
Окса́на Дми́триевна Иване́нко (укр. Окса́на Дми́трівна Іване́нко; 1906—1997) — советская и украинская детская писательница и переводчик.

## Биография
Родилась 31 марта (13 апреля) 1906 года в Полтаве, Российской империи. Дочь журналиста и писателя Д. А. Иваненко, сестра советского физика-теоретика Д. Д. Иваненко. Обучалась в гимназии, затем в рабочей школе. В 1922 году поступила в Полтавский институт народного образования.
В 1926 году окончила факультет социального воспитания Харьковского ИНО, в 1931 году — аспирантуру при Украинском научно-исследовательском институте педагогики, возглавляла секцию детской литературы в Киевском филиале института. Была преподавательницей в детской колонии имени М. Горького под руководством А. С. Макаренко.
В 1932—1939 годах работала в издательстве «Молодий більшовик», в 1947—1951 годах — в журнале «Барвінок».
Умерла 16 декабря 1997 года. Похоронена в Киеве на Байковом кладбище.
Дочь, В. В. Иваненко, также стала детской писательницей.

## Творчество
Публиковалась с 1925 года. Издала большое количество книг для детей.
Также известна как художественный переводчик. В её переводе опубликованы, в частности:
- «Малахітова шкатулка» П. П. Бажова — с русского.
- «Сліпий музикант», «Діти підземелля» В. Г. Короленко — с русского.
- Сказки Х. К. Андерсена — с датского.
- Сказки братьев Гримм — с немецкого.

## Награды и премии
- премия имени Леси Украинки (1974) — за повесть «Родные дети», роман «Тарасові шляхи» («Пути Тараса») и «Лесные сказки».
- Государственная премия УССР имени Т. Г. Шевченко (1986) — за книгу «Всегда в пути».
- орден Дружбы народов.
- три ордена «Знак Почёта» (в том числе 05.03.1939).
- медали.